# Celebration!
「Celebration!」（セレブレーション）は、E-Girlsの楽曲で、1枚目のシングル。2011年12月28日にrhythm zoneより発売。E-Girlsとして初の作品。

## 概要
「CD+DVD」「CD」「ワンコインCD」の3形態で発売。ジャケットを裏返すとDreamの「Dreaming Girls」になるギミックが施されている（リバーシブルジャケット仕様）。
「CD Only」には、杏里の楽曲『CAT'S EYE』のカバーと、表題曲のWinter Mixが収録。DVDにはミュージックビデオとメイキングが収録。

## 参加メンバー
- Dream：Shizuka・Aya・Ami・Erie・Sayaka
- Happiness：SAYAKA・MIMU・KAEDE・KAREN・MIYUU・YURINO・MAYU
- FLOWER：水野・中島・藤井・重留・鷲尾・武藤・市來・坂東・佐藤

## 収録曲

### 【CD Only】
1. Celebration!
作詞:Shoko Fujibayashi、作曲:ArmySlick
  - ボーカルはDreamのShizuka・Aya、HappinessのKAREN・MAYU、FLOWERの鷲尾伶菜・武藤千春・市來杏香。
  - ラゾーナ川崎プラザ「ラゾーナウィンターバーゲン」CMソング
  - TBS「E-Girlsが！モンクの叫び」オープニングテーマ[2]
2. CAT'S EYE
作詞：Yoshiko Miura、作曲：Yuichiro Oda
3. Dream / Dreaming Girls
作詞:EMI K. Lynn、作曲:ArmySlick
  - サマンサタバサ「サマンサミューズ ALLSTARS」CMソング[2]
4. Celebration! (Instrumental)
5. CAT'S EYE (Instrumental)
6. Dream / Dreaming Girls (Instrumental)
7. Celebration! 〜Winter Mix〜 (Special Track)

### 【CD＋DVD】

#### CD
1. Celebration!
2. Dream / Dreaming Girls
3. Celebration! (Instrumental)
4. Dream / Dreaming Girls (Instrumental)

#### DVD
1. Celebration! (Video Clip)
2. Celebration! (Making Clip)
3. Dream / Dreaming Girls (Video Clip)
4. Dream / Dreaming Girls (Making Clip)

### 【ワンコインCD】
1. Celebration!